# Yves Benot
Yves Benot; bürgerlich Edouard Helman (* 23. Dezember 1920; † 3. Januar 2005)  war ein französischer Historiker, Sklaverei- und Kolonialismus-Forscher und Journalist.

## Leben
Der Sohn einer jüdischen Arztfamilie in Seine-et-Marne, die bereits vor dem Ersten Weltkrieg aus Rumänien eingewandert war, sah sich während der deutschen Besetzung Frankreichs gezwungen, nach England zu fliehen. Seine Eltern wurden 1943 nach Auschwitz verschleppt und ermordet, er überlebte. Da er umfassende literarische Bildung sowie gute Sprachkenntnisse in Englisch und Italienisch besaß, schlug er eine Gelehrten- und Journalistenlaufbahn ein. 
Zunächst war er 1951–1952 Professor in Marokko, dann zurück in Paris, Mitarbeiter an den von dem Schriftsteller Louis Aragon herausgegebenen Zeitungen Ce Soir und Lettres françaises (1953–1956). Er ging danach in die Übersee-Departements genannten französischen Kolonien, nach Conakry von 1959 bis 1962, und später nach Ghana, wo er Leiter des Ghana Institute of Languages wurde von 1962 bis 1964. Aus dieser Zeit stammten persönliche Freundschaften zu etlichen afrikanischen Intellektuellen, etwa den späteren Kulturminister Benins, Paulin Houtondji und den Historiker der Universität Dakar, Boubacar Barry. 
Die Entkolonialisierung und Unabhängigkeitsbewegungen der Zeit fanden in ihm einen Chronisten und Analytiker. Er legte zu diesem Themenfeld zunächst 1969 Idéologies des indépendances africaines vor und 1975 Indépendances africaines. Idéologies et réalités. Zwischendurch veröffentlichte er eine Studie zu Denis Diderot, Diderot, de l’athéisme à l’anticolonialisme.
Neben zahlreichen weiteren Büchern veröffentlichte er viele Fachaufsätze zum Beispiel in Zeitschriften wie Dix-huitième siècle, Les Annales historiques de la Révolution française oder Les Cahiers des Anneaux de la Mémoire.
Bis heute ist er einer der berühmtesten Geschichtswissenschaftler der neuzeitlichen europäischen Expansion.

## Schriften (Auswahl)
- La modernité de l’esclavage. Essai sur la servitude au coeur du capitalisme Éditions la Découverte, Paris 2003, ISBN 2-7071-3754-5.
- La Guyane sous la Révolution. Ou l’impasse de la révolution pacifique. Ibis rouge Éditions, Kourou 1997, ISBN 2-911390-25-3.
- Massacres coloniaux. 1944–1950. La IVe République et la mise au pas des colonies francaises. Éditions la Découverte, Paris 1994, ISBN 2-7071-2345-5.
- La démence coloniale sous Napoléon. Essai. Éditions la Découverte, Paris 1992, ISBN 2-7071-2098-7.
- Les parlementaires africains a Paris. 1914–1958. = Les Députés africains au Palais Bourbon de 1914 à 1958 (= Afrique contemporaine. 4). Éditions Chaka, Paris 1989, ISBN 2-907768-03-4.
- Indépendances africaines. Idéologies et réalités (= Petite Collection Maspero. 147–148). 2 Bände. Maspero, Paris 1975, ISBN 2-7071-0763-8 (Bd. 1), ISBN 2-7071-0764-6 (Bd. 2).
- Diderot, de l’athéisme à l’anticolonialisme. Maspero, Paris 1970.
- Idéologies des indépendances africaines (= Cahiers Libres. 139/140, ISSN 0526-8370). Maspero, Paris 1969, ((= Cahiers Libres. 234/235). 2e édition augmentée. ebenda 1972).